# كارلو إمانويل الرابع ملك سردينيا
كارلو إمانويل الرابع ملك سردينيا (بالإيطالية: Carlo Emanuele IV )‏ (و. 1751 – 1819 م) هو ملك، ولد في تورينو، توفي في روما، عن عمر يناهز 68 عاماً.

## روابط خارجية
- كارلو إمانويل الرابع ملك سردينيا على موقع الموسوعة البريطانية (الإنجليزية)